# Burger Dance
Burger Dance ist ein Schlager des österreichischen Sängers DJ Ötzi (feat. Eric Dikeb) aus dem Jahr 2003. Er erreichte die Spitze der deutschen Charts.

## Inhalt
Der Text des englischsprachigen Liedes besteht hauptsächlich aus der Nennung der Fast-Food-Ketten Pizza Hut, Kentucky Fried Chicken und McDonald’s. Die Melodie basiert auf dem marokkanischen Volkslied A Ram Sam Sam. 
Im Jahr 2023 erlangte das Stück erneut Popularität, als in einem Post auf Instagram behauptet wurde, dass Prinz Harry, Herzog von Sussex bekanntgab, dass es ihm und seiner Frau Meghan „durch seine emotionale Choreographie erneut die Kraft gab, dem englischen Königshaus die Stirn zu bieten“. Diese Aussage wurde von vielen Medienportalen als Nachricht aufgegriffen. Rund eine Woche nach Veröffentlichung des Posts gab der Ersteller zu, sich alles nur ausgedacht zu haben.

## Kontroversen
VIVA und MTV weigerten sich aus Qualitätsgründen, das Video zu Burger Dance auszustrahlen. Es wurden Anti-Burger-Dance-Websites eingerichtet. Auch die Tierrechtsorganisation PETA kritisierte den Song.
Es gab einen Rechtsstreit um die Urheberrechte an dem Lied, das ursprünglich von einem belgischen Komponisten mit niederländischem Text verfasst und von einer Karnevalskapelle für Deutschland lizenziert wurde. Zudem gibt es mit Fast Food Song von den Fast Food Rockers eine weitere Version, welche einen Monat später veröffentlicht wurde.

## Chartplatzierungen
| ChartsChartplatzierungen | Höchstplatzierung | Wochen |
| ------------------------ | ----------------- | ------ |
| Deutschland (GfK)        | 1 (16 Wo.)        | 16     |
| Österreich (Ö3)          | 3 (23 Wo.)        | 23     |
| Schweiz (IFPI)           | 7 (13 Wo.)        | 13     |